# Nikola Špirić
Nikola Špirić (en cyrillique : Никола Шпирић, prononcé : Chpiritch), né le 4 septembre 1956 à Drvar, en Bosnie-Herzégovine, est un homme d'État bosnien, président du Conseil des ministres du 11 janvier 2007 au 12 janvier 2012.

## Biographie

### Carrière politique
Il est confirmé par le Parlement bosnien le 9 février 2007, soit plus de quatre mois après les élections du 1er octobre 2006. Le gouvernement de Špirić, un social-démocrate, est constitué selon l'accord des 7 partis politiques représentés au Parlement par 4 Bosniaques, 3 Croates de Bosnie et 3 Serbes de Bosnie.
Il démissionne le 1er novembre 2007 en signe de protestation contre des mesures imposées par la communauté internationale, qu'il juge défavorables à la communauté serbe. La crise résolue, Špirić est reconduit dans ses fonctions et réinvesti par le Parlement le 28 décembre suivant.
À la suite des élections législatives du 3 octobre 2010, le Parlement ne parvient pas à élire un successeur à Špirić. Le 14 juin 2011, la présidence désigne Slavo Kukić comme président du Conseil des ministres, mais sa nomination est rejetée par le Parlement.
Le 12 janvier 2012, le Parlement bosnien confirme la nomination de Vjekoslav Bevanda au poste de président du Conseil des ministres. Dans le nouveau gouvernement formé le 10 février suivant, Nikola Špirić est nommé ministre des finances.